# بساتين الإسماعيلية
قرية بساتين الإسماعيلية هي إحدى القرى التابعة لمركز بلبيس في محافظة الشرقية في جمهورية مصر العربية. حسب إحصاءات سنة 2006، بلغ إجمالي السكان في بساتين الإسماعيلية 27072 نسمة، منهم 13956 رجل و13116 امرأة.